# Portsmouth (Virginia)
Portsmouth es una ciudad situada en Virginia, Estados Unidos. Tiene una población estimada, a mediados de 2021, de 97 840 habitantes.
La ciudad está ubicada en la orilla occidental del río Elizabeth, justo enfrente de la ciudad de Norfolk, con la que forman en los hechos una aglomeración urbana (Portsmouth-Norfolk).

## Historia
Fue fundada en 1752 por William Crawford, un rico mercader y propietario de buques. Fue constituida como pueblo por una ley de 1752 de la Asamblea General de Virginia y nombrada por el puerto naval inglés. Aún hoy, muchos nombres de las calles de la ciudad reflejan la herencia inglesa.
En 1855, el área de Norfolk y Portsmouth sufrió una epidemia de fiebre amarilla que mató a 1 de cada 3 ciudadanos.
Se convirtió en una ciudad independiente del condado de Norfolk en 1858.

## Demografía
Según el censo de 2020, en ese momento la ciudad tenía una población de 97 915 habitantes. La densidad de población era de 1135.25 hab/km².
| Raza                   | Núm.   | Porc. |
| ---------------------- | ------ | ----- |
| Afroamericanos         | 52 214 | 53.3% |
| Blancos                | 35 892 | 36.7% |
| Amerindios             | 427    | 0.4%  |
| Asiáticos              | 1285   | 1.3%  |
| Isleños del Pacífico   | 141    | 0.1%  |
| De otras razas         | 1738   | 1.8%  |
| De una mezcla de razas | 6218   | 6.4%  |
| Total                  | 97 915 | 100%  |

Del total de la población, el 4.51% eran hispanos o latinos de cualquier raza.